# Dan Hauenstein
Dan Hauenstein (* 24. August 1894 in Mühlheim am Main; † 19. September 1978 in Bad Orb) war ein deutscher Maler  und Bildhauer.

## Ausbildung
Daniel Hauenstein, später Dan genannt, war Sohn eines Dorfschneidermeisters. Er wurde in Mühlheim am Main geboren.
Seine künstlerische Ausbildung begann er an der 1832 gegründeten Hochschule für Gestaltung in Offenbach am Main (damals „Technischen Lehranstalt“). Dann setzte er das Studium an der  Staatlichen Hochschule für Bildende Künste in Frankfurt (damals noch „Städelschule“) fort. Hauenstein studierte zunächst Malerei, später wechselte er zur Bildhauerei. Bleibenden Eindruck und Prägung im Schaffen des späteren Bildhauers Dan Hauenstein hinterließ die Zeit als Assistent des Bildhauers an der Städelschule, Carl Stock (1876–1945).

## Werdegang und künstlerisches Schaffen

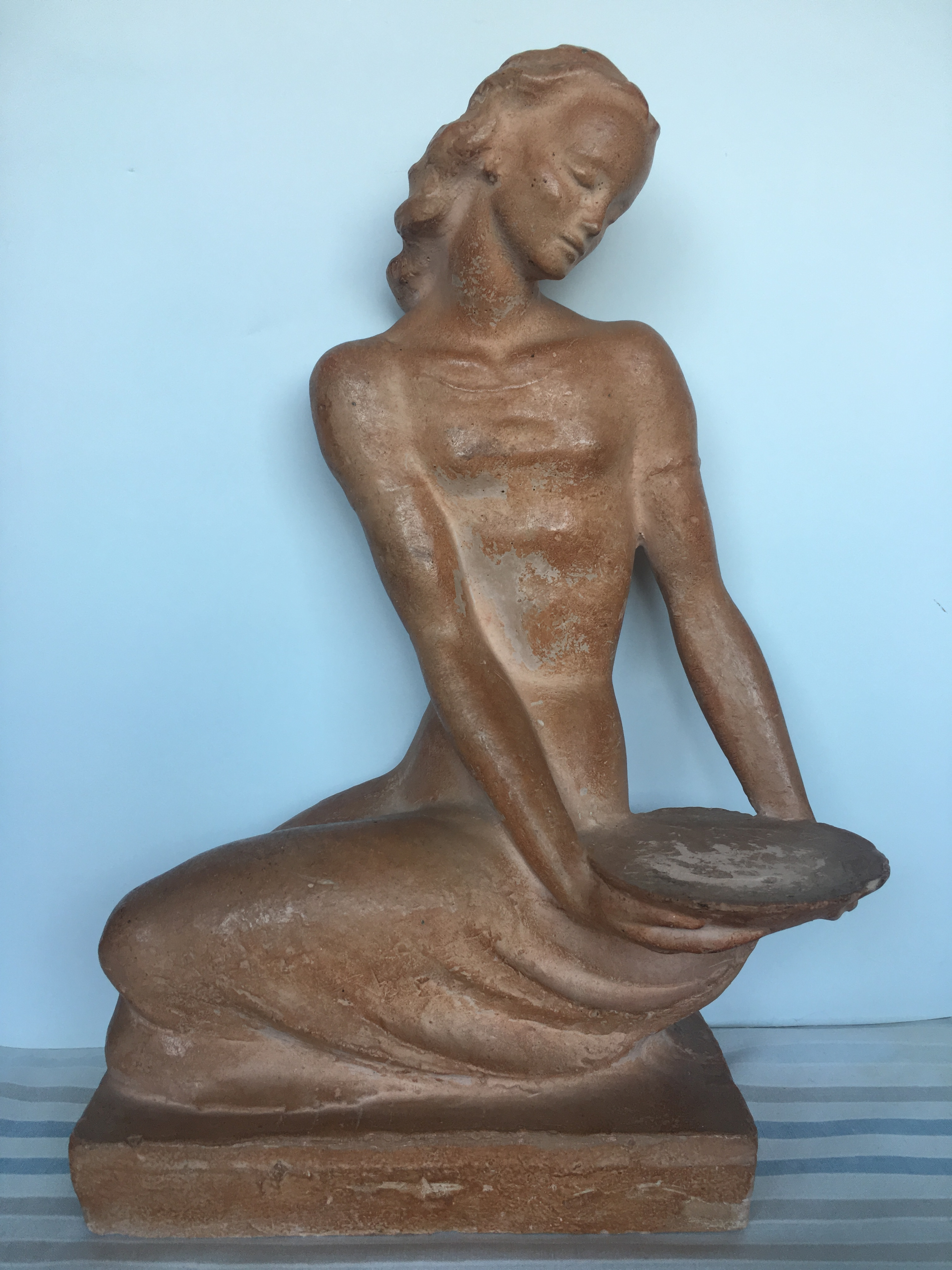
Dan Hauenstein – Aschenputtel – Tonmodell zur Brunnenplastik

Eine Zäsur in der künstlerischen Entwicklung brachten die Kriegsjahre (1914–1918), die Dan Hauenstein an der Front verbrachte. Die allgemeine wirtschaftliche Einschränkung der Nachkriegsjahre zwang Dan Hauenstein dann, zunächst eine kunstgewerbliche Tätigkeit aufzunehmen: Er eröffnete in Hanau einen Steinmetzbetrieb, der auf Grabsteine und Ähnliches spezialisiert war. Seine kreativen Fähigkeiten übertrug er auf den Bereich der Grabsteingestaltung. Das lenkte bald viel Aufmerksamkeit auf ihn und ließ sein Unternehmen in den 1920er und 1930er Jahren prosperieren.
Sein latenter Wunsch, sich ganz als freischaffender Bildhauer zu betätigen, fand 1937 durch einen Besuch der Großen Deutschen Kunstausstellung in München einen Durchbruch. Er sagte selbst dazu: „Es ließ sich eine innere Stimme nicht mehr unterdrücken: Hier musst auch du mitarbeiten, hier musst auch du einen Platz finden, und wenn er auch noch so bescheiden sein möge.“
In der Zeit des Nationalsozialismus war Hauenstein Mitglied der Reichskammer der bildenden Künste. Unter anderem war er 1940, 1942, 1943 und 1944 auf der Große Deutsche Kunstausstellung in München mit insgesamt zehn Plastiken vertreten, darunter 1942 mit einer Porträtbüste von Werner Mölders und 1943 mit einer Porträtbüste Der Grenadier. 1942 stellte er in einer vom Geschichtsverein Hanau organisierten Ausstellung im neu errichteten Stadtmuseum bereits in mehreren Räumen aus.
1944 richteten sich Hauenstein und sein Künstlerfreund, der Maler August Peukert, die nahende Kriegsfront im Auge, Künstlerateliers in Bad Orb ein, im ruhigen Spessart. Da im Januar 1945 Hauensteins Werkstatt in Hanau und kurz darauf auch seine Wohnung zerstört wurden, wurde Bad Orb zu seiner neuen Heimat, der er bis zu seinem Tode treu blieb.
Anfang der 1950er Jahre entwickelte sich zwischen Hauenstein und der Porzellanmanufaktur Rosenthal eine fruchtbare Zusammenarbeit. Drei seiner kleineren Figuren, die „Feedback geben Sybill“, „Marienkinder“ und „Hans im Glück“, wurden auch in Porzellan ausgeführt, ebenso die 70 cm große „Maria mit Jesuskind“.
Zahlreiche Bildnisbüsten von Industriellen, Ärzten und Wissenschaftlern, ebenso wie von Orber Bürgern und Freunden entstanden in dieser Zeit. Hier wären die für die Alte Leipziger Versicherung in Frankfurt geschaffenen Plastiken zu nennen (der Kopf des Gründers J. F. A. Olearius und ein Krieger-Ehrenmal für die gefallenen Mitarbeiter). Hauensteins Büsten und Reliefs Albert Schweitzers erfreuten sich einer besonderen Verbreitung. Sie fanden Eingang in zahlreichen Schulen in ganz Deutschland, die nach diesem berühmten Wohltäter und Menschenfreund benannt sind (z. B. Berlin, Frankfurt, Lüdenscheid, Offenbach am Main und Osnabrück). Viele seiner Werke zieren bis heute die Orber Innenstadt, u. a. die vom Kunstschmied Heiner Desch ausgeführten Brückengeländer über den Orbbach am Quellenring oder die Bronzeplastik „Ewiges Paar“ mit zwei Albatrossen auf einer Kugel vor der Realschule Bad Orb.
Auch die Kunst am Bau mit Wandmalereien, Sgraffiti, Mosaiken und Wandreliefs gehörten zu Dan Hauensteins Domäne. Sie sind an einigen Orber Häusern, am Brunnenhaus der Philippsquelle in Bad Orb oder als großes Steinrelief am Eingang zur Trauerhalle des Hanauer Friedhofs zu bewundern.
Die Vielfalt von Hauensteins Gestaltungsarten spannt einen weiten Bogen, der von Vorbildern wie Ernst Barlach über Georg Kolbe und Wilhelm Lehmbruck bis zu seinen  Zeitgenossen Josef Thorak und Fritz Klimsch reicht. Grundsätzlich bleibt er dem Realen und dem körperlich Erkennbaren verpflichtet. Seine Figuren werden z. T. „als Schwereloses, fast Schwebendes“ beschrieben.

## Werke (Auswahl)

### Skulpturen
- „Adler“,
- „Albatros“,
- „Aschenputtel“, (Brüder-Grimm-Märchenzyklus)
- „Bäumendes  Pferd“,
- „Begine mit Kind“,
- „Begine mit Kindern“,
- „Behütetes Leben“, Großplastik vor dem Albert-Schweitzer-Krankenhaus in Northeim
- „Britta-Porträt“,
- „Die Zeit“,
- „Drei Pelikane“,
- „Entrückung“, (unvollendet)[6]
- „Ewiges Paar“, (zwei Möwen) Bronzeplastik vor Realschule in Bad Orb
- „Fohlen“,
- „Froschkönigin“, (Brüder-Grimm-Märchenzyklus)
- „Gartenbauarchitekt Oberüber“,
- „Grenadier“,
- „Hans im Glück“, (Brüder-Grimm-Märchenzyklus)
- „Jagende Pferde“,
- „Johann Friedrich August Olearius“,
- „Jugendführerin“,
- „Läufer“,
- „Maria mit Jesuskind“,
- „Marienkinder“,
- „Mein Sohn“,
- „Mutterkreuzträgerin“,
- „Oberst Mölders“,
- „Pferdeköpfe“,
- „Ruhende mit Pferden“,
- „Schulbubentrio“,
- „Schwan“,
- „Sybill“,
- „Trauernde“.

### Steinreliefe
„Memento vivere memento mori“